# Aron Andersson (finansman)
Aron Andreas Andersson, född 3 maj 1861 i Göteborgs Kristine församling, död 5 juli 1959 i Hedvig Eleonora församling, Stockholm, var en svensk finansman och företagsledare i början av 1900-talet.
Aron Andersson deltog tillsammans med Axel Nordvall i bildandet av AGA 1904 och var företagets verkställande direktör från 1904 till 1909, då han efterträddes av Gustaf Dalén. Han var 1915–1921 verkställande direktör för Svenska Emissionsbolaget.
Andersson var gift med Selma Maria Rydberg f. 1863 i Stockholm.